# Vila Velebita
»Vila Velebita« ili »Oj ti vilo Velebita« hrvatska je domoljubna pjesma, vjerojatno spjevana u drugoj polovici 19. stoljeća, u kojem je razdoblju i prvi puta izvedena. Pjesma slavi vilu koja obitava na Velebitu, kao simbol Hrvata, i ličku prirodu. Njen je autor nepoznat, a kroz povijest služila je kao budnica, simbol otpora stranoj vlasti, te je kao takva porasla na popularnosti.
Po pjesmi su nakon osamostaljenja Hrvatske imenovani razni objekti, organizacije, poduzeća i ulice, a lik vile prikazan je skulpturama u hrvatskim gradovima.

## Povijest

### Prve izvedbe i autorstvo
Nije poznato kada je pjesma nastala, no prema procjeni Vjekoslava Klaića »ušla [je] u narod« nakon završetka Ilirskoga pokreta, kada su rodoljubne pjesme, kao način otpora Austro-Ugarskoj vlasti, porasle na popularnosti. Prvi ju je puta javno izveo »lički kvartet iz Gospića«, čiji je tenor bio Vilko Crlenjak, 1882. godine u Zagrebu, na proslavi dvadesete obljetnice Hrvatskog pjevačkog društva »Kolo«.
Kasnije je objavljena i u Klaićevom djelu »Hrvatska pjesmarica: sbirka popijevaka za skupno pjevanje« objavljenom u Matici hrvatskoj 1893. godine. Pjesmarica doduše nije sadržavala tekst izveden 1882., već navodno senjsku inačicu prve strofe i napjeva prema kazivanju Vjenceslava Novaka. Uz komentare na pjesmu, Klaić iznosi pretpostavku da je Vila Velebita obrada pjesme Velebit Danila Medića iz 1873., no publicist Vladimir Jagarić, odbija tu tezu zbog toga što »samo nekoliko stihova asocira na [tu] pjesmu«. Novinar Ivo Lučić piše pak da se porijeklo u Medićevu Velebitu čini mogućim zbog temeljne tematike »„čiste” prirode« i političkih okolnosti. Neki drugi tvrdili su da je tekst pjesme preuzet od Lavoslava Vukelića, no Klaić pak tu teoriju nije priznao.
Skladatelj pjesme također nije poznat. Jedna od teorija bila je da ju je uglazbio Josef Wessely, kapelnik vojnog orkestra 10. graničarske pješačke pukovnije u Gospiću, no ona »nije potvrđena argumentacijom«. Druga je tvrdnja da je to učinio Mijo Majer, koja je potekla od Majerova sina Milana. Ipak, Jagarić tvrdi da je vjerojatnije i povijesno moguće kako je Majer tek harmonizirao napjev za tambure, a da je notograf pri prijepisu zbog toga zabilježio Majera kao autora. Taj zapis Mije kao autora u Milanovoj zbirci »Stare i nove hrvatske rodoljubne pjesme« iz 1991. postao je općeprihvaćen čak i bez dokaza.

### Simbol otpora
Nakon prve izvedbe 1882., prema navodima Josipa Bratulića, pjesma je postala popularna na zabavama i među planinarima, a kasnije je postala simbolom prosvjeda. »Poseban status«, piše Bratulić, pjesma je doživjela nakon ustaškog Velebitskog ustanka 1932. protiv žandara u Lici, koju je navodno podržao i Centralni komitet KPJ-a. Zbog toga što je predstavljala »poziv na otpor« Hrvata protiv strane vlasti, Bratulić piše da se njezina izvedba kažnjavala u Kraljevini Jugoslaviji te u SFR Jugoslaviji.
Jagarić tvrdi da je u doba SFRJ pjesma bila »ignorirana i silom potisnuta« sa zabranom javnih izvedbi i tiskanja zbog toga što se njen sadržaj držao »nepoćudnim«, no da se unatoč tomu pjevala »tajno, a poneki put i prkosno javno« te postala omiljena pjesma planinara, nazivajući ju »planinarskom himnom«. Povjesničar Hrvoje Klasić iznio je pak da su izvedbe određenih, osobito budničkih pjesama poput Vile Velebita i srpske Tamo daleko, bile neselektivno sprječavane kako bi se prevenirali već uobičajeni građanski sukobi izazvani nacionalnim napetostima, razjašnjujući da nije postojao popis zabranjenih pjesama. Povjesničarka Anita Buhin navodi i da ne postoje arhivski dokazi da je sâm pridjev »hrvatski« bio predmetom cenzure, već da je popularna kultura tog razdoblja u znatnijoj mjeri tendirala globalnim trendovima i tržišnom uspjehu umjesto ideološkim i političkim temama (bilo otpor ili podilaženje dominantnoj ideologiji).
Unatoč negativnom pogledu na pjesmu, u Jugotonu je 1971. objavljena singlica gračanskog sastava Hrvatsko seljačko pjevačko društvo »Podgorac«, na kojoj je bila i pjesma »Oj ti vilo, vilo Velebita«.

### Poslije 1991.
Nakon osamostaljenja Hrvatske pjesma je porasla na popularnosti kao simbol nacionalne slobode i tiskala se u raznim zbirkama i pjesmaricama, a njen naslov postao je popularno ime za »pravne osobe« od organizacija i ulica do restorana i poduzeća. Kako piše Lučić, prošireni tisak pjesme doveo je do mnoštva autorske dječje književnosti o Vili i Velebitu koja je doprinijela njihovoj folklorizaciji, osobito uslijed značaja Velebita za očuvanje teritorija Hrvatske u Domovinskom ratu. Time su, piše, »oskudne povijesne činjenice nadograđ[ene] književno obrađenim legendama«, a lik vile s Velebita umjesto lokalnih obilježja zadobiva općehrvatski karakter, s nuspojavom potpomaganja čak i onoj neopravdanoj idealizaciji povijesti Hrvata. Simbol vile prelio se, zaključuje Lučić, iz »tradicijskoga znanja« u političku simboliku, a odande u »medijsku ličnost« i »zaštitnicu trgovačkih društava«.
Novinar Indexa Gordan Duhaček objavio je 2019. na Twitteru parodiju pjesme pod naslovom »Govna Velebita« kao osudu učestalog ispuštanja otpadnih voda u Plitvička jezera i Jadransko more. Za preradu pjesme prijavljen je policiji, a potom uhićen i osuđen.

## Nasljeđe

### Vila Velebitau Gospiću
U Gospiću je u sklopu obnove Trga Stjepana Radića 2005. – 2006. izgrađena fontana sa skulpturom Vila Velebita kipara Ivice Mataije, čije je idejno rješenje odabrano na javnom natječaju. Vila Velebita prikazana je kao »balerina od snijega« prema popularnoj lokalnoj interpretaciji, pri čemu je naglašen njen zaokret (tj. torzija) te ženska figura, kao i dojam »nedovršenosti« skulpture. »Suknja« na polovici skulpture dijeli figuru Vile od postamentne donje polovice, a u nju je uklesana vitica oblikovana prema ličkoj kapi, vezana uz japodsku kulturu.
Obličje skulpture naišlo je na kritike javnosti, na koje je Mataija odgovorio kako »ništa na tom kipu nije slučajno«. Njen izgled, prema navodima autora, simbolizira »ranjeno tijelo hrvatskog naroda« prema autorovom tumačenju Vile kao simbola »hrvatske slobode«.

### Ulice
Ranih 1990-ih godina u zagrebačkoj Gornjoj Dubravi, točnije Studentskom gradu, bivša Badelova ulica preimenovana je u Ulicu Vile Velebita, u skladu sa Osnovnom školom Vjenceslava Novaka koja se u njoj nalazi.
Negdašnja Sajmišna ili Sajmiška ulica u središtu Gospića preimenovana je u Ulicu Vile Velebita. Prema Vili ime nose i ulice u Vukovaru, Metkoviću i Kninu te Ninu.
Ulica Vile Velebita u Bibinju nalazi se na ostatcima rimskog akvedukta Biba – Jader, čiji je zid lokalno poznat kao Vilanjski ili Vilinski zid.

### Brodovi
Ime pjesme nosila su dva broda Pomorske škole u Bakru: Vila Velebita I te Vila Velebita II. Izvorna Vila Velebita bila je brik-škuna sagrađena 1908. godine za 180 000 maraka u kielskom brodogradilištu, a kapetan joj je bio Nikola Turina. Služila je za istraživačka putovanja te plovila diljem Jadrana i Sredozemlja sve do 1936. godine, kada je završilo njeno posljednje i najduže putovanje Bakar – Krf – Istanbul. Vila Velebita II izgrađena je u Zadru 1956. godine, darovana je školi 1973. godine i plovila je do 2024. godine, nakon čega je otpisana i predviđena za rezalište. Međutim, radi »emotivnih reakcija« javnosti, učenika i profesora te na inicijativu župana Ivice Lukanovića, Škola je odlučila prodati brod za simboličan iznos od 13 000 eura kako bi ga se obnovilo.
Vila Velebita bila je i istraživački čamac minolovac sagrađen 1948. godine u Brodogradilištu Jozo Lozovina Mosor (danas Brodotrogir), doniran Institutu Ruđer Bošković 1971. godine. Imala je drveni trup i aluminijsko nadgrađe, a 1988. dodan joj je dizelski stroj proizvođača Cummings Engine iz Seymoura.

### Ostalo
U Zagrebu je od 1932. do 1940. djelovao nogometni klub imenovan po pjesmi. Razni apartmani na hrvatskim otocima također su nazvani po njoj, kao i mnoštvo restorana, uključujući jednu pizzeriju u Kabulu, u Afganistanu.
Dana 28. rujna 2016. godine otvorena je memorijalna planinarska obilaznica »Vila Velebita« koja vodi od Planinarskog doma Paklenica do Tulovih greda. Obilaznica je posvećena 25. obljetnici formiranja Planinske satnije Velebit, »ključnoj« za obranu južnog Velebita u Domovinskom ratu. Trasirao ju je pripadnik satnije Željko Avdagić.
U Svetom Roku, pri otvaranju novoga kružnog toka 22. siječnja 2018. godine, otkrivena je i nova skulptura Vile Velebita s mačem i šahiranim štitom, djelo Slavena Miličevića. Općinski načelnik Ivan Miletić posvetio je otkrivanje skulpture 25. obljetnici operacije Maslenica.
Zdenka Čorkalo objavila je 2013. roman Vila Velebita, čiji je pokretač radnje skupina mladih koji na blagdan Sveta tri kralja 1972. godine otpjevaju pjesmu u samostanu, a neki među njima završe na sudu.

## Tekst
Postoji više inačica teksta s manjim razlikama, a Jagarić je zabilježio sljedeću:

| Oj ti vilo, vilo Velebita, Ti našeg roda diko, Tvoja slava jeste nama sveta, Tebi Hrvat viko. Pripjev: Ti Vilo Velebita, Ti našeg roda diko, Živila premila, živila premila, Živila oj premila Ti Vilo svih Hrvata. Ljubim tvoje vilovito stijenje, I u njemu kršno to kamenje, Ljubim tvoga u gorici vuka, I onoga ličkoga hajduka. | (Pripjev) Velebite, divna goro naša, Rad u tebi stanujem, Sam' da nema u tebi rovaša, Radi kojih bolujem. (Pripjev) Na tromeđi hrvatskome rodu, Velebite stavio te Bog, On će dati skoru da slobodu, S tebe vidim cijelog roda svog. (Pripjev) |